# Halfway (Misuri)
Halfway es una villa ubicada en el condado de Polk en el estado estadounidense de Misuri. En el Censo de 2010 tenía una población de 173 habitantes y una densidad poblacional de 31,23 personas por km².

## Geografía
Halfway se encuentra ubicada en las coordenadas 37°37′8″N 93°14′26″O / 37.61889, -93.24056. Según la Oficina del Censo de los Estados Unidos, Halfway tiene una superficie total de 5.54 km², de la cual 5.54 km² corresponden a tierra firme y (0%) 0 km² es agua.

## Demografía
Según el censo de 2010, había 173 personas residiendo en Halfway. La densidad de población era de 31,23 hab./km². De los 173 habitantes, Halfway estaba compuesto por el 93.64% blancos, el 0% eran afroamericanos, el 0% eran amerindios, el 0% eran asiáticos, el 0% eran isleños del Pacífico, el 1.73% eran de otras razas y el 4.62% pertenecían a dos o más razas. Del total de la población el 3.47% eran hispanos o latinos de cualquier raza.